# رادهه (فیلم ۲۰۲۲)
رادهه (به انگلیسی: Radhe) یک فیلم سینمایی هندی درام و اکشن آماده اکران به کارگردانی ریتش تاکور با بازی راوی کیشان است.

## بازیگران
- راوی کیشان[۳] به عنوان اوم
- آرویند آکلا 'کالو'
- Neha Shree[۴]
- محینی غوش
- پریانکا پاندیت
- پاپو یاداو
- اوتار گیل

## تولید
فیلمبرداری این فیلم در لوکیشن‌های زیبا راجپیپلا در گجرات انجام شده‌است.
این فیلم به کارگردانی ریتش تاکور و تهیه کنندگی نها شری ساخته شده‌است. فیلمبرداری توسط Yash Bhardwaj انجام شده‌است در حالی که تصویربرداری توسط Rikki Gupta انجام شده‌است.